# Vol Mandala Airlines 091
Le 5 septembre 2005, le vol Mandala Airlines 091, un vol intérieur régulier assuré par un Boeing 737-200 Adv, décroche et s'écrase à 9 h 40, heures locales (2 h 40 UTC), dans une zone résidentielle densément peuplée de la ville de Medan, sur l'île de Sumatra, dans l'ouest de l'Indonésie, quelques secondes après avoir décollé de l'aéroport de Medan-Polonia. Sur les 117 passagers et membres d’équipage à bord, seuls 17 ont survécu, tandis que 49 personnes au sol ont été tués et 26 autres ont été blessées. 
Avec un bilan de 149 morts, il s'agit, à l'époque, du deuxième accident aérien le plus meurtrier survenue en Indonésie, derrière celui du vol Garuda Indonesia 152 en 1997, ainsi que de la pire catastrophe aérienne impliquant un Boeing 737-200. 
Le Comité national pour la sécurité dans les transports (NTSC) a conclu que l'accident a été causé par des actions inadéquates de l'équipage, qui n'ont pas configuré l'avion correctement pour le décollage. Les dispositifs hypersustentateurs (volets et becs), qui étaient rentrés au moment du décollage, ont empêché l'avion de prendre de l'altitude, en raison d'une portance insuffisante. De plus, l'alarme de configuration au décollage n'a pas été entendu dans le poste de pilotage, et les enquêteurs ont déclaré qu'il était possible que les pilotes n'aient reçu aucune alarme concernant la configuration incorrecte de l'avion, et n'aient donc pas été conscients de leurs erreurs.

## Avion et équipage

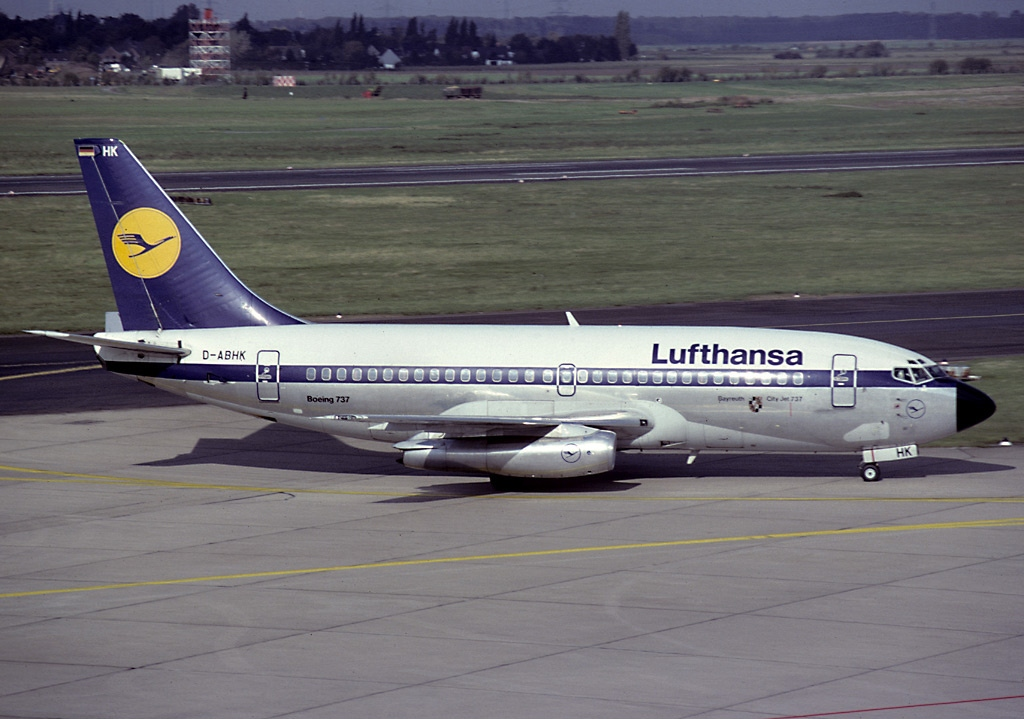
L'appareil impliqué dans l'accident, ici en octobre 1984, alors qu'il opérait pour Lufthansa.

L'appareil impliqué était un Boeing 737-230 Adv, immatriculé PK-RIM (numéro de série 22136/783). Construit en 1981, il a été initialement livré à Lufthansa, et était initialement immatriculé D-ABHK. Par la suite, il a été acquis par la compagnie aérienne indonésienne Mandala Airlines en octobre 1994. Il était âgé de 24 ans et possédait un certificat de navigabilité valable jusqu'en novembre 2005. Il totalisait 51 599 heures de vol et 51 335 cycles de vol (décollage/atterrissage) au moment de l'accident, et était équipé de deux turboréacteurs de type Pratt & Whitney JT8D-15.
Le commandant de bord, Askar Timur (34 ans), totalisait 7 552 heures de vol, dont 7 302 heures sur 737 ; tandis que le copilote, Daufir Efendi (31 ans), comptait 2 353 heures de vol à son actif, dont seulement 685 heures sur 737. Les membres d'équipage en cabine étaient Dewi Setiasih (24 ans), Novi Maulana Sofa (22 ans) et Agnès Retnaning Lestari (31 ans).

## Accident
Le vol 091 a effectué son repoussage à 9 h 52, et l'autorisation de démarrage des moteurs a été donnée immédiatement après. Il a ensuite effectuer son roulage sur la piste 23 de l'aéroport de Medan-Polonia, et a été autorisé à décoller à 10 h 03, puis de grimper à une altitude de 1 500 pieds (460 m). Le vol 091 était alors le deuxième vol de la journée pour cet avion, qui avait déjà effectuer le trajet de Jakarta à Medan avec le même équipage.
Les pilotes ont alors augmenté la poussée des moteurs et l'avion a commencé à rouler sur la piste. Pendant le décollage, les passagers ont constaté que l'avion mettait plus de temps que d'habitude à s'élever de la piste, même si l'avion était déjà en position à cabrer. 

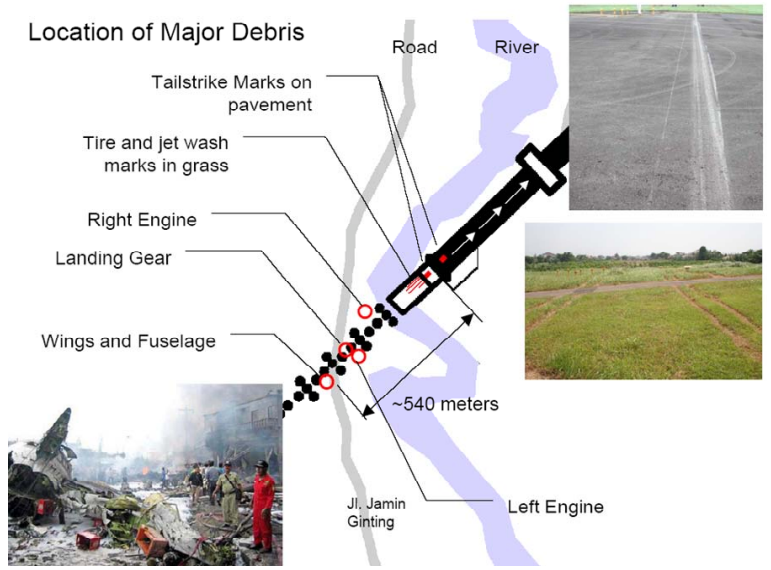
Illustration réalisée par le NTSC, indiquant la trajectoire du vol 091 lors du crash.

Le 737 a alors décollé brièvement, puis a viré successivement à gauche et à droite avant d'entrer en décrochage, puis la queue a violemment heurté la piste (tailstrike), en laissant des marques sur la piste 23. Il a ensuite redécollé brièvement, avant de retomber à nouveau sur la piste.
L'appareil a ensuite heurté plusieurs feux d'approche situés en bout de piste, avant de traverser une zone herbeuse et une petite rivière, et de finalement s'écraser sur la route très fréquentée de Djamin Ginting, semant la panique parmi les piétons et les automobilistes sur la route. L'aile gauche a ensuite heurté un bâtiment, et l'avion a alors explosé et s'est divisé en trois tronçons. Les survivants présents à l'arrière du fuselage ont déclaré que la partie avant de l'avion avait été entièrement détruite lors de l'explosion de l'avion. 
Il a continué à glisser le long de la route, en percutant de nombreux véhicules et détruisant plusieurs magasins et maisons sur son passage. Le fuselage arrière s'est alors immobilisé au milieu de la route. Lorsque les 41 000 kg de carburant présents dans les réservoirs du 737 se sont enflammés, cela a provoqué un incendie de grande ampleur dans la zone du crash. Plusieurs maisons et magasins à proximité ont alors pris feu, piégeant les résidents et les clients qui s'y trouvaient.

## Victimes
L'avion transportait 112 passagers et 5 membres d'équipage, dont 2 pilotes et 3 membres d'équipage en cabine. Au total, il y avait 114 adultes et 3 enfants à bord. La majorité des personnes à bord étaient de nationalité indonésienne, mais il y avait aussi plusieurs étrangers à bord de l'avion. L'ambassade de Chine à Jakarta a confirmé qu'il y avait 2 citoyens chinois originaires du Fujian à bord du vol 091. Les autorités ont également confirmé la présence d'un enfant japonais de 3 ans à bord du vol 091, qui a été tué dans l'accident, tandis qu'une fillette de 17 mois et sa mère faisaient partie des survivants.
| Nationalité | Total |
| ----------- | ----- |
| Indonésie   | 113   |
| Chine       | 2     |
| Japon       | 1     |
| Malaisie    | 1     |
| Total       | 117   |

Deux hauts responsables gouvernementaux présents à bord, le gouverneur de la province de Sumatra du Nord, Rizal Nurdin (en), et son prédécesseur, Raja Inal Siregar (en), sont également au nombre des victimes.

## Enquête
L'enquête a été menée par le Comité national pour la sécurité dans les transports indonésien (NTSC), avec l'aide du Conseil national de la sécurité des transports américain (NTSB) et de plusieurs représentants de Boeing, le constructeur de l'avion. Le NTSC a également demandé l'assistance du Bureau australien de la sécurité des transports (ATSB) et du Comité thaïlandais d'enquête sur les accidents aériens (en) pour la lecture des deux enregistreurs de vol (CVR et FDR).
Les deux enregistreurs de vol ont été récupérés immédiatement après l'accident et envoyés aux États-Unis pour une lecture de leurs données par le NTSB. Bien que les deux enregistreurs aient été retrouvés en bon état, le NTSC a constaté un dysfonctionnement du microphone dans le poste de pilotage. De ce fait, les enquêteurs n'ont pas pu déterminer la situation réelle à l'intérieur du cockpit, en raison de la mauvaise qualité de l'enregistrement des conversations du poste de pilotage.
Selon les enquêteurs, comme le vol 091 a eu des difficultés à décoller, les enquêteurs ont décidé d'enquêter sur trois causes principales possibles : le poids et l'équilibre de l'avion, l'état des moteurs et la configuration des volets et des becs.
Les calculs effectués ultérieurement par les enquêteurs ont conclu que le centre de gravité ne s'était pas déplacé et que l'appareil était stable au moment du décollage. Bien que la masse de l'appareil au décollage, qui était alors de 51 997 kg, était inférieure de 3 kg à celle au poids maximal autorisé pour le décollage d'un 737-230 Adv, qui est de 52 000 kg, elle était inférieure de 393 kg à celle requise pour ce type d'accident. Par conséquent, la masse de l'avion n'a pas été un facteur dans cet accident.
Les données obtenues par du NTSC ont confirmé que cet avion avait déjà connu une panne moteur au décollage. Le 29 janvier 2003, alors qu'il roulait pour décoller de l'aéroport international Ahmad-Yani de Semarang, le moteur gauche a pris feu. La tour de contrôle a tenté d'informer l'équipage de la situation, mais les pilotes, occupés, n'ont pas réagi. Une fois l'avion en vol, le contrôle aérien a répété l'information et les pilotes ont répondu, expliquant que le moteur n°1 était en panne. Ils ont indiqués qu'ils allaient effectuer un virage à droite vers l'aéroport. L'avion a finalement atterri sans encombre. Après inspection, il a été constaté que de la laine, d'origine animale, était présente à l'intérieur du moteur n°1.
L'inspection de l'épave n'a révélé aucune panne moteur à bord du vol 091. Les deux moteurs tournaient à plein régime lors de l'impact et aucun signe de surchauffe n'a été observé. Cela indique qu'ils fonctionnaient normalement. L'accident n'a donc pas été causé par une panne moteur lors du décollage.

### Configuration de l'avion

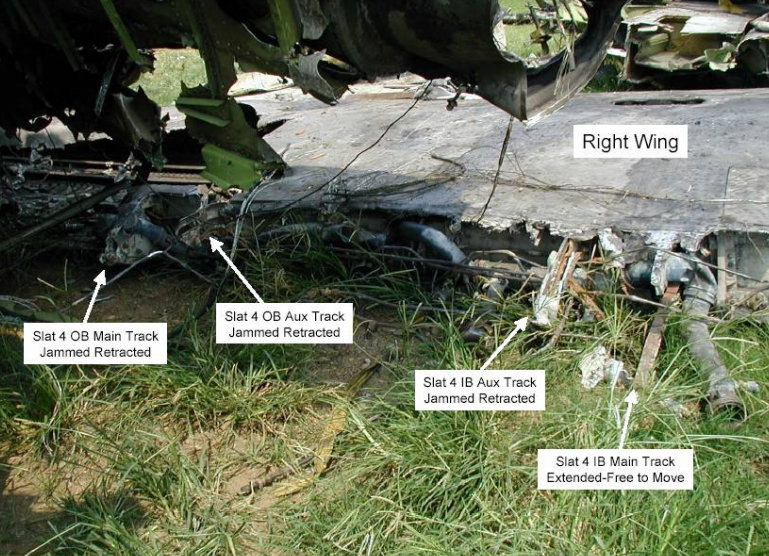
Photographie des débris du vol 091, montrant les volets et les becs en position rétractée.

Lors de l'enquête sur le terrain, le NTSC a réussi à récupérer six des huit vérins à vis, qui contrôlent le déploiement des volets, qui étaient tous en position rentrée. Il a également découvert un morceau d'un des becs de bord d'attaque. Ce morceau a révélé que ces derniers étaient également en position rentrée. Ils ont conclu que les volets et les becs du vol 091 n'avaient pas été réglés pour le décollage. 
Les enquêteurs ont avancé trois raisons possibles pour la position rentrée des volets : une asymétrie au niveau des volets, une défaillance du système d'actionnement des volets ou une erreur de l'équipage. Les constatations effectuées sur place ont permis de conclure que les vis des six vérins récupérés sur le site du crash étaient toutes exactement dans la même position. Toutes les vis, provenant des vérins actionnant les volets gauche et droit, étaient en position « zéro » (entièrement rentrées). Par conséquent, l'asymétrie des volets a été rapidement exclue comme cause de la rentrée des volets et des becs. 
L'enquête s'est ensuite orientée vers une défaillance du système des volets. L'examen de l'épave n'a pas permis d'identifier de défauts pouvant affecter l'actionneur et le système d'indication de la position des volets. Seuls quelques défauts isolés, susceptibles d'affecter simultanément les deux systèmes, ont été identifiés. Les dossiers de maintenance des six derniers mois n'ont également révélé aucune anomalie sur chacun de ses deux systèmes. Les enquêteurs ont donc conclu qu'une défaillance du système d'actionnement des volets était également peu probable.

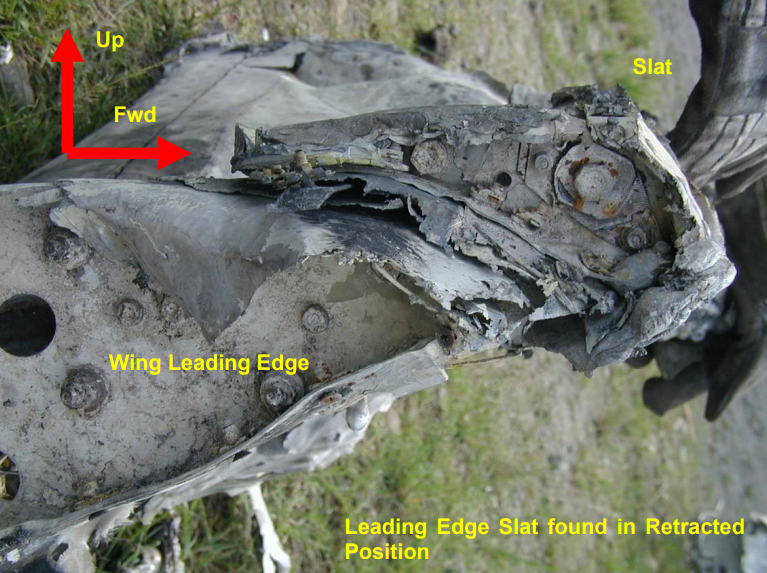
Photo en gros plan d'un des becs du 737 accidenté, indiquant qu'il était en position rétractée.

L'erreur de l'équipage est devenue le principal suspect de l'enquête. Si les volets et les becs n'avaient pas été déployés, le système d'avertissement de décollage (en) (TOWS) aurait dû alerter l'équipage de cette mauvaise configuration. En raison de la mauvaise qualité de l'enregistrement du CVR, les enquêteurs n'ont pas pu déterminer si l'alarme avait retenti pendant le vol. Les dossiers de maintenance de l'avion ont montré que le TOWS a été vérifié et entretenu conformément à la procédure en vigueur et qu'aucune plainte n'avait été déposée concernant son bon fonctionnement. Cependant, il est possible que l'alarme ne se soit pas déclenchée, empêchant ainsi l'équipage de remarquer son erreur.
Malgré l'avertissement sonore, les pilotes auraient dû remarquer que les volets et les becs n'étaient pas sortis. La liste de vérification pour le décollage fournissait des indices aux pilotes pour savoir si les dispositifs hypersustentateurs étaient correctement réglés ou non. S'ils étaient rentrés lors du décollage, ils n'auraient pas vu le voyant vert allumé dans le cockpit, et l'indicateur des volets aurait indiqué qu'ils étaient en position rentrée. De plus, comme le vol 091 avait été invité à attendre 3 min avant le décollage, l'équipage a eu suffisamment de temps pour effectuer cette liste de vérification.

### Conclusion
Le rapport final officiel sur l'accident du vol 091 a été publié par le NTSC le 1er janvier 2009. Selon ce rapport, les causes probables du crash sont les suivantes :
- Le 737 a décollé avec une configuration inappropriée, à savoir avec les volets et les becs rentrés, ce qui a empêché l'avion de prendre de l'altitude, en raison d'une portance insuffisante.
- L'exécution incorrecte de la liste de vérification a conduit à l'impossibilité des pilotes à identifier le fait que les volets étaient en position rétractée.
- Le TOWS de l'avion n'a pas été entendu sur l'enregistrement audio du CVR. Il est possible que l'alarme de configuration au décollage n'ai jamais retenti.

Le rapport critique également le manque de coordination entre les équipes de sauvetage, qui a pu entraîner la mort de plusieurs survivants de l'accident, les secours n'étant pas arrivés suffisamment à temps. Par exemple, lors du crash du vol 091, les pompiers de l'aéroport ont décidé de dépêcher un nombre limité d'unités de lutte anti-incendie sur le lieu du crash, considérant que l'accident s'était produit hors de la zone aéroportuaire. Les autres unités de secours ont reçu l'ordre de rester sur place, malgré la fermeture de l'aéroport. Ce manque supplémentaire d'infrastructures a semé la confusion parmi les sauveteurs pour localiser le lieu du crash, entravant ainsi les opérations de recherche et de sauvetage.
Le NTSC a émis plusieurs recommandations à l'intention de Mandala Airlines et de la Direction générale de l'aviation civile indonésienne (en) (DGCA). L'une d'elles demandait à la DGCA d'obliger les aéroports indonésiens à effectuer un exercice en temps réel de leur plan d'urgence aéroportuaire au moins une fois par an.